# Sotetel
La Sotetel, acronyme de Société tunisienne d'entreprises de télécommunications, est une filiale de la compagnie tunisienne Tunisie Télécom créée en septembre 1981. Elle est spécialisée dans la mise en œuvre et la maintenance des infrastructures de tous types de réseaux de télécommunication.

## Historique
En juin 1998, la Sotetel fait son entrée à la Bourse de Tunis. En 2000, la société reçoit à Genève (Suisse) le prix du Mérite international de développement des télécommunications.
Apres trois ans de déficit (2013-2015), la direction annonce fin 2016 un bénéfice net de 1,4 million de dinars pour un chiffre d'affaires de 48 millions de dinars, ce qui représente une croissance de 22 % comparé aux résultats de 2015.
En 2016, la mise en place d'un plan de restructuration décidé par l'actionnaire majoritaire, Tunisie Télécom, entraîne la suppression de 25 % des effectifs.
Dans le cadre de sa stratégie de développement de ses activités à l'étranger, la Sotetel annonce en juillet 2017 qu'elle conclut un accord avec un partenaire algérien afin de créer la Sotetel Algérie, une société anonyme de droit algérien. Un an plus tard, en juillet 2018, la direction de la Sotetel annonce officiellement la création de la Sotetel Algérie, une société par actions ayant le même objet social et détenue à 49 % par la Sotetel.

## Affaires judiciaires
En 2012, le journaliste tunisien Borhène Bsaïes est inculpé pour emploi fictif à la Sotetel.